# Lee Seung-Yun
Lee Seung-Yun (en coreano: 이승윤; Incheon, 18 de abril de 1995) es un deportista surcoreano que compitió en tiro con arco, en la modalidad de arco recurvo.
Participó en los Juegos Olímpicos de Río de Janeiro 2016, obteniendo una medalla de oro en la prueba por equipo. Ganó dos medallas en el Campeonato Mundial de Tiro con Arco al Aire Libre, oro en 2013 y bronce en 2019.

## Palmarés internacional
| Juegos Olímpicos                 | Juegos Olímpicos                | Juegos Olímpicos  | Juegos Olímpicos |
| Año                              | Lugar                           | Medalla           | Prueba           |
| -------------------------------- | ------------------------------- | ----------------- | ---------------- |
| 2016                             | Río de Janeiro (Brasil)         | Medalla de oro    | Equipo           |
| Campeonato Mundial al Aire Libre |                                 |                   |                  |
| Año                              | Lugar                           | Medalla           | Prueba           |
| 2013                             | Belek (Turquía)                 | Medalla de oro    | Individual       |
| 2019                             | 's-Hertogenbosch (Países Bajos) | Medalla de bronce | Equipo           |